# Marumba massurensis
Marumba massurensis är en fjärilsart som beskrevs av Butler 1875. Marumba massurensis ingår i släktet Marumba och familjen svärmare. Inga underarter finns listade i Catalogue of Life.